# Romont, Fribourg
Romont är en småstad och kommun i distriktet Glâne i kantonen Fribourg, Schweiz. Kommunen hade 5 891 invånare (2023). Romont är huvudort i distriktet Glâne.

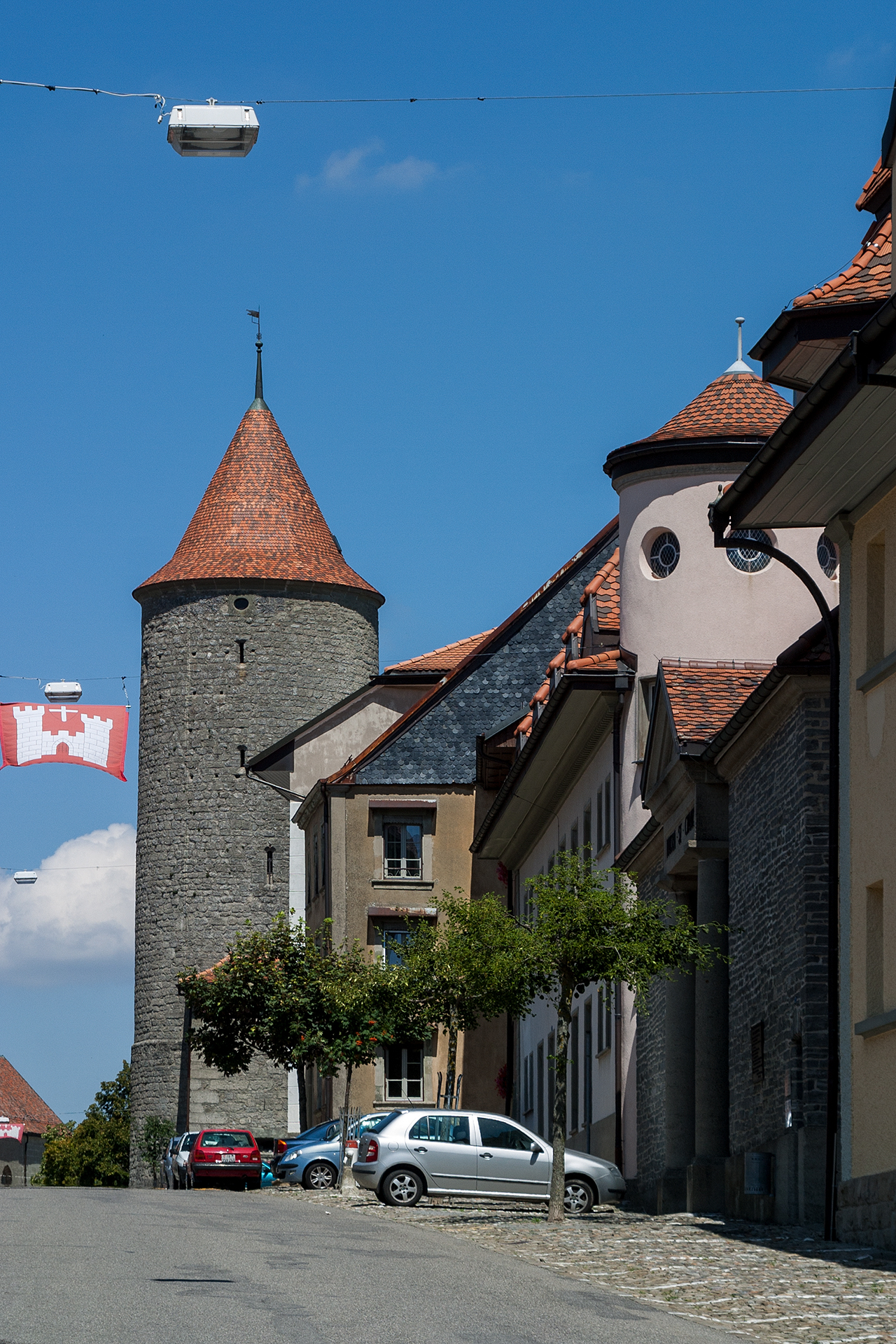
Gamla stan i Romont